# Distrito de Va'a-o-Fonoti
Va'a-o-Fonoti es un distrito de Samoa, con una población (censo 2001) de 1.666 personas, lo que hace que este sea el distrito menos poblado del país. El área es 38 kilómetros cuadrados. Va'a-o-Fonoti consiste en un área principal alrededor de la bahía de Fagaloa con siete aldeas, y un exclave costero pequeño al noroeste con una superficie de casi 10 kilómetros, en donde se ubica la aldea de Faleāpuna (población 582 residentes). Ambas áreas están en el lado del noreste de Upolu, rodeado por Atua. Su capital es Samamea.
Este distrito fue nombrado dentro de Atua y establecido en el decimosexto siglo en que, Fonoti - el heredero al título menor de TuiAtua - Tui Atua Faasavali recompensó a gente de esta parte de Atua por su valor en una guerra.
El título supremo del distrito es Talamaivao.
- Datos: Q1154109